# Núi Mantap
Núi Mantap là một ngọn núi ở phía nam của tỉnh Hamgyong Bắc ở Bắc Triều Tiên. Đỉnh là đá hoa cương, đạt đến độ cao 2.205 m (7.234 ft), là một phần của dãy núi Hamgyong. Nó nằm trên biên giới giữa huyện Kilju, Myonggan và Orang.
Các tù nhân chính trị theo tường thuật bị buộc phải đào hầm vào phía nam của ngọn núi, tại địa điểm thử hạt nhân gần P'unggye-ri. Các đường hầm ngang được cho là rộng từ hai đến ba mét và cao và dài hàng trăm mét. Đây là nơi phát nổ các thử nghiệm hạt nhân của Bắc Triều Tiên vào năm 2006, 2009, 2013 và 2016.
Trại tập trung Hwasong, với diên tích 549 km2 (212 sq mi) là trại tập trung lớn nhất của Bắc Triều Tiên, nằm giữa Mantapsan và Myŏnggan (Hwasŏng).

## Bãi thử hạt nhân
Báo South China Morning Post (SCMP) của Hong Kong ngày 25-4-2018 cho biết bãi thử hạt nhân Punggye-ri của Triều Tiên đã đổ sập do sức công phá lớn sau vụ thử hạt nhân bên trong một đường hầm sâu 700m dưới núi Mantap hồi tháng 9-2017 và hiện có nguy cơ khiến Trung Quốc cùng các quốc gia lân cận bị phơi nhiễm phóng xạ. Đó là lý do khiến nhà lãnh đạo Triều Tiên Kim Jong Un vào ngày 20-4 tuyên bố rằng Bình Nhưỡng sẽ ngừng thử hạt nhân và tên lửa, đồng thời đóng bãi thử Punggye-ri. Trước đó, báo Asahi Shimbun của Nhật Bản ngày 19-12-2017 dẫn nguồn tin từ một người đào đẩu Triều Tiên cho hay Bình Nhưỡng đã sa thải quan chức chịu trách nhiệm giám sát bãi thử hạt nhân Punggye-ri và cũng đã xử tử nhân vật cấp cao này.